# Helleputten
De Helleputten en Grollegat vormt een natuurgebied langs de Voorste Stroom, gelegen ten zuiden van Berkel-Enschot.
Het gebied meet 20 ha en is eigendom van de gemeente Tilburg. Het bestaat uit elzen- en wilgenbroek, rietvelden, afgesneden beekmeanders en dergelijke. Het gebied heeft veel te lijden gehad van de aanleg van autowegen, illegale vuilstort en, in het zuidwesten, grootschalige zandwinning. Niettemin zijn er nog stukken waar de dotterbloem en de moerasspirea te vinden is. Er broeden kleine karekiet en grasmus.
Ten zuiden van het gebied liggen de natuurterreinen Galgeven en Ter Braakloop.